# زنبق اسپانیایی
زنبق اسپانیایی (نام علمی: Iris xiphium) نام یک گونه از سرده زنبق است.